# Alvino Rey
Alvino Rey, geboren als Alvin McBurney (Oakland (Californië), 1 juli 1908 – Salt Lake City, 26 februari 2004), was een Amerikaanse jazzgitarist en orkestleider van de swing, die ook bekend werd als vader van de steelgitaar en een aandeel had bij de ontwikkeling van de elektrische gitaar. In zijn bands speelden muzikanten als Al Cohn, Paul Desmond, Mel Lewis, Charles Mingus, Bud Shank, Cal Tjader en Kai Winding.

## Biografie
Alvin McBurney, die later de artiestennaam Alvino Rey aannam, verhuisde op 10-jarige leeftijd met zijn familie naar Cleveland (Ohio). Hij begon aanvankelijk met het banjospel en hield zich daarna als jeugdige bezig met de elektrische versterking van de gitaar. Zijn professionele carrière begon in 1927, toen hij speelde met Ev Jones. Daarna werkte hij bij Phil Spitalny en speelde hij in zijn orkest elektrische gitaar. Tijdens deze periode studeerde hij het gitaarspel bij de vaudevilleartiest Roy Smeck.
McBurney speelde daarna in verdere bands, zoals bij Russ Morgan en Freddy Martin. Zijn artiestennaam Alvino Rey nam hij aan, toen hij optrad met Phil Spitalny's orkest in New York eind 1929, beïnvloed door de net populaire Latijns-Amerikaanse muziek. Van januari 1932 tot begin 1939 speelde Alvino Rey steelgitaar en Spaanse gitaar in de band Horace Heidt And His Musical Knights. Met zijn opvallende sound was hij in deze tijd een pionier op zijn instrument.
In het voorjaar van 1935 werd Rey gecontracteerd door de gitaarbouwer Gibson Guitar Corporation om een prototype te vervaardigen voor een pick-up met de ingenieurs van de Lyon & Healy Company in Chicago, die baseert op zijn eigen, voor banjo ontwikkelde pick-up. Het resultaat werd daarna gebruikt voor Gibsons eerste elektrische gitaar ES-150. Het prototype wordt nu tentoongesteld in het Experience Music Project Museum in Seattle. In 1939 ontwikkelde Rey nog een speciale carbon-microfoon, om het geluid van zijn elektrische gitaar te veranderen.
In 1938 kwam het tot de ontbinding van de Horace Heidt-band. Rey formeerde een eigen formatie met de King Sisters als leadzangeressen en de saxofonist Frank De Vol en werkte met hun overwegend in Los Angeles. De band was huisband bij het Mutual Broadcasting System en werkte tijdens deze periode samen met artiesten als Johnny Mandel, Skeets Herfurt, Neal Hefti, Dave Tough, Mel Lewis, Don Lamond, Alfred Burt en drie van Woody Hermans latere saxofoonsectie Four Brothers, met Al Cohn, Zoot Sims en Herbie Steward. Als arrangeurs werkten Nelson Riddle, George Handy, Billy May, Ray Conniff en DeVol voor de band.
In 1941 trad de band in plaats van Dinah Shore op in het New Yorkse Paramount Theater, hetgeen tot een groot succes leidde. Kort daarna was Reys band een van de populairste bands in de Verenigde Staten. Ze maakten tien top 10-hits en hadden optredens in enkele Hollywood-films. Hun grootste hit was het door Jesse Stone gecomponeerde nummer Idaho, in september 1941 opgenomen en een van zijn best geklasseerde hits (#3). In 1942 breidde Rey de koperblazerssectie van zijn orkest uit. In 1943 speelde de bassist en latere orkestleider Charles Mingus kort in Reys band.
Vanwege de staking van de muzikanten moest Rey uiteindelijk de band op grond van economische redenen ontbinden. Vele muzikanten werden ook door de mobilisatie tijdens de Tweede Wereldoorlog uit de band weggehaald. Rey werkte tijdens deze periode als technicus bij een Lockheed-vliegtuigfabriek in Burbank (Los Angeles County, Californië). In 1944 ging Rey naar de marine en leidde daar een band in de troepenbijstand. In 1946 formeerde hij een nieuw orkest. De band kreeg een contract bij Capitol Records en produceerde meteen een hitsucces met een coverversie van Slim Gaillards Cement Mixer. Met zijn versie van het nummer Near You lukte hem in 1947 de laatste van zijn in totaal vijf top 10-successen in de Amerikaanse singlehitlijsten. In Reys band speelden o.a. Hal McKusick, Bud Shank (1949), Bob Gordon en Paul Desmond (1951). Bob Graettinger werkte als arrangeur voor hem. Desondanks moest Rey de band ontbinden en Rey werkte tijdens de jaren 1950 met kleinere combo's, meestal in Zuid-Californië en soms met zijn zwager Buddy Cole.
Eind jaren 1950 werkte Rey als muzikaal leider van de King Sister en als begeleidingsmuzikant voor het zangensemble Kirby Stone Four. In 1965 zond de zender ABC een show van de band uit. Daarna werkte Rey aan projecten met artiesten als Juan García Esquivel, George Cates en The Surfmen.
Begin jaren 1970 verhuisde Rey, die sinds 1968 behoorde tot de geloofsgemeenschap van de Mormonen, met zijn echtgenote Luise naar Salt Lake City. Daar formeerde hij een jazzkwartet, waarmee hij in plaatselijke clubs, maar ook in Disneyland optrad en was hij in 1987 ook als missionaris werkzaam op Hawaï. In 1994 trok Ray zich terug uit het beroepsleven.

## Overlijden
Alvino Rey overleed in februari 2004 op 95-jarige leeftijd.

## Onderscheidingen
Rey werd in 1978 als eerste opgenomen in de Amerikaanse Steel Guitar Hall of Fame.